# Pracownia Bibliografii Bieżącej IH PAN

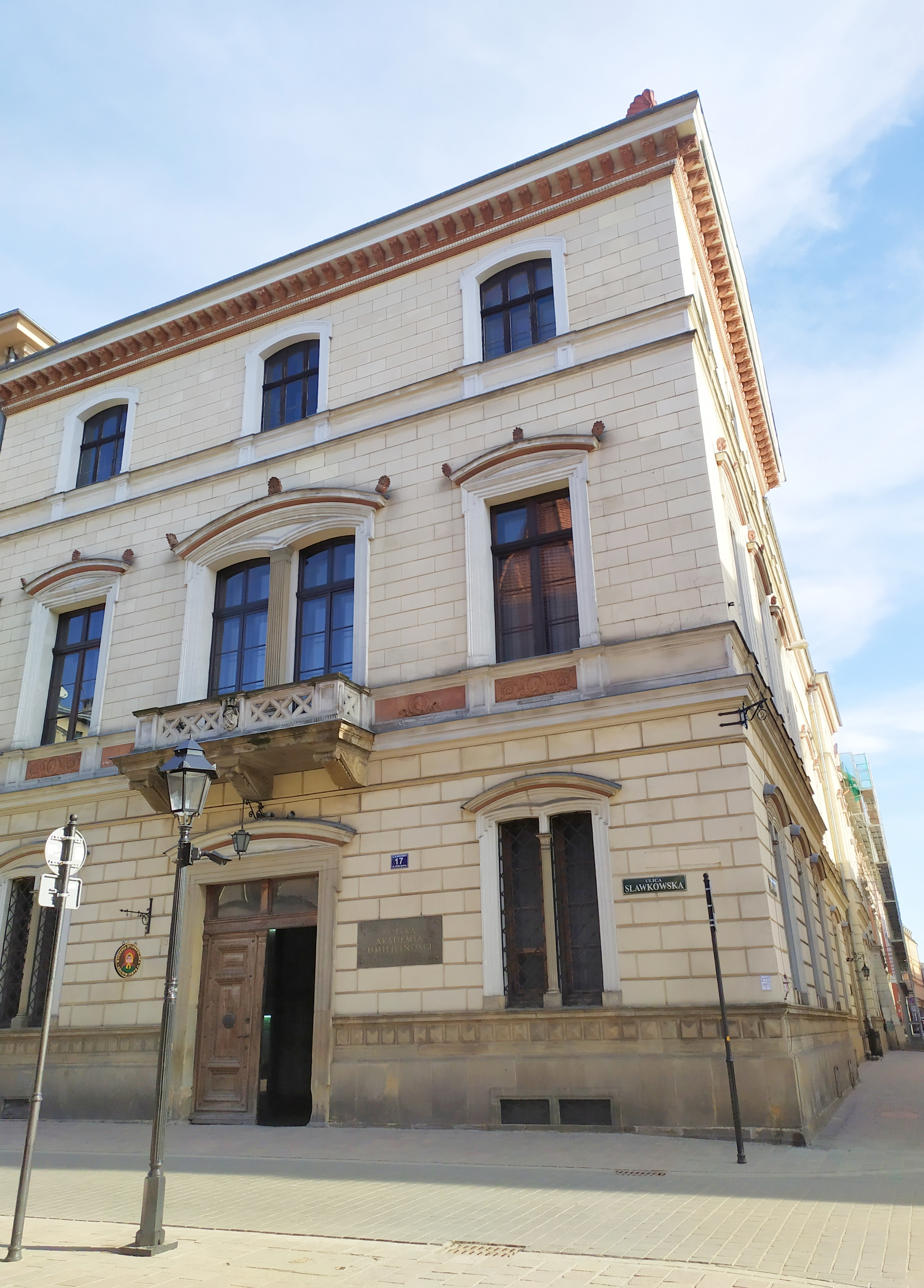
Sławkowska 17, siedziba Pracowni Bibliografii Bieżącej

Pracownia Bibliografii Bieżącej – pracownia działająca w ramach Zakładu Bibliografii Historii Polskiej Instytutu Historii im. Tadeusza Manteuffla Polskiej Akademii Nauk, której zadaniem jest opracowywanie bieżącej Bibliografii historii polskiej. Rejestruje ona dotyczące polskiej historii książki, artykuły z czasopism polskich i zagranicznych.

## Historia
W 1953 roku powstał w Krakowie Zakład Dokumentacji, który podlegał zorganizowanemu w tym samym roku Instytutowi Historii PAN w Warszawie. Kierownikiem Zakładu został Kazimierz Lepszy. Po reorganizacji Instytutu Historii PAN, która miała miejsce w 1968 roku na czele Zakładu Dokumentacji stanął Wiesław Bieńkowski.
Pracownia kilkakrotnie zmieniała swoja nazwę. W 1962 roku na Zakład Dokumentacji i Informacji Naukowej, a w 1976 roku na Pracownię Informacji Naukowej IH PAN. W 1989 roku pracownia otrzymała komputer. Znacznie to przyspieszyło wydawanie Bibliografii. W programie MICRO-ISIS po raz pierwszy opracowano indeks do tomu za rok 1987.
W latach 1953–1974 Zakład zajmował się między innymi opracowaniem trzytomowej selekcyjnej Bibliografii historii polskiej. Pomysłodawcą był Gerard Labuda. W latach 1953–1962 zespołem opracowującym kierowała Helena Madurowicz-Urbańska, a w jego skład wchodzili: Wiesław Bieńkowski, Adam Przyboś, Alina Szklawska-Lohmanowa, Roman Żelewski. Ponieważ bibliografia miała zawierać najważniejsze publikacje dotyczące poszczególnych okresów historii, poproszono specjalistów zajmujących się danym okresem o przygotowanie i wysłanie do krakowskiego Zakładu pozycji, które powinny znaleźć się w bibliografii. W Zakładzie przesłane opisy były sprawdzane, opracowywane i porządkowane według przyjętego układu. Wydano 3 tomy w 7 woluminach. Pudła z kartami, na podstawie których publikowano Bibliografię, zachowały się w Pracowni Bibliografii Bieżącej PAN.
W latach 2003–2014 współpracowała z Instytutem Herdera w Marburgu przy tworzeniu bibliograficznej bazy danych „Literaturdokumentation für Geschichte Osteuropas”. Był to międzynarodowy projekt, w który zaangażowani byli także bibliografowie z Litwy i Czech. Obecnie Pracowania współpracuje z Biblioteką Wróblewskich w Wilnie oraz z redakcją Bibliografii Historii Śląska, wymieniając się opisami bibliograficznymi.